# Bwinyana
Bwinyana är ett periodiskt vattendrag i Burundi.   Det ligger i provinsen Kirundo, i den norra delen av landet, 110 kilometer nordost om huvudstaden Bujumbura.
Omgivningarna runt Bwinyana är huvudsakligen savann. Runt Bwinyana är det tätbefolkat, med 511 invånare per kvadratkilometer.